# Henry Wilson
Henry Wilson, född 16 februari 1812 i Farmington, New Hampshire, död 22 november 1875 i Washington, D.C., var en amerikansk republikansk politiker och USA:s 18:e vicepresident.
Wilson döptes till Jeremiah Jones Colbath. 1833 ändrade han officiellt sitt namn till Henry Wilson. Han hade blivit adopterad av en man som hette Wilson när familjen Colbath inte hade haft råd att försörja alla barnen. Han flyttade till Massachusetts där han blev en aktiv delstatspolitiker och ägare och ansvarig utgivare för Boston Republican.
Wilson var kandidat till USA:s representanthus 1852 men förlorade. Följande året förlorade han guvernörsvalet i Massachusetts. Wilson var ledamot av USA:s senat 1855–1873. Första gången valdes han i ett fyllnadsval av en koalition som bestod av ledamöter från Free Soil Party, American Party och demokratiska partiet. På den tiden valdes senatorer av delstaternas lagstiftande församlingar. Han blev omvald tre gånger som republikan.
Wilson tjänstgjorde som USA:s vicepresident 1873–1875 under president Ulysses S. Grant. Han avled i ämbetet. Hans grav finns på kyrkogården Old Dell Park Cemetery i staden Natick.